# Wiesław Pacholski
Wiesław Pacholski (ur. 7 maja 1955) – polski lekkoatleta, średniodystansowiec, medalista mistrzostw Polski, reprezentant kraju.

## Kariera sportowa
Był zawodnikiem Zawiszy Bydgoszcz.
Na mistrzostwach Polski seniorów na otwartym stadionie zdobył cztery medale: srebrny w sztafecie 4 x 400 metrów w 1975, dwa srebrne w biegu na 800 metrów (1976 i 1977 oraz brązowy w sztafecie 4 x 400 metrów w 1977. Na halowych mistrzostwach Polski seniorów wywalczył dwa medale w biegu na 800 metrów: srebrny w 1977 i brązowy w 1976.
W 1978 reprezentował Polskę w jednym meczu międzypaństwowym.
Rekord życiowy na 800 metrów: 1:46,73 (26.06.1976).